# Adonisea simplex
Adonisea simplex là một loài bướm đêm trong họ Noctuidae.